# Alignement du Pré d'avant Clédie
L'alignement du Pré d'avant Clédie est un alignement mégalithique situé à Château-Chervix, dans le département français de la Haute-Vienne.

## Historique
L'alignement est classé au titre des monuments historiques le 4 août 1981.

## Description
L'alignement comportait initialement cinq pierres mais il n'en demeure plus que quatre, celle du milieu ayant été enlevée mais son emplacement est connu. Les pierres sont alignées selon un axe nord-nord-est/sud-sud-ouest. Elles mesurent respectivement 1,37 m de hauteur sur 0,50 m de largeur, 1,37 m de hauteur sur 1,10 m de largeur, et 1,15 m de hauteur sur 1,57 m de largeur. La pierre manquante aurait été « sensiblement semblable aux plus grandes qui restent ». Les pierres sont en granite d'origine locale.
C'est le seul alignement mégalithique connu dans le département mais le site est situé dans un rayon de 8 km du dolmen de la Villedieu à Magnac-Bourg et de la Pierre Levée à La Roche-l'Abeille.